# Aplocera nigrofasciata
Aplocera nigrofasciata är en fjärilsart som beskrevs av Sterzl. 1954. Aplocera nigrofasciata ingår i släktet Aplocera och familjen mätare. Inga underarter finns listade i Catalogue of Life.